# Слобозија (Онешти)
Слобозија (рум. Slobozia) насеље је у Румунији у округу Бакау у општини Онешти. Oпштина се налази на надморској висини од 198 m.

## Становништво
Према подацима из 2011. године у насељу је живело 788 становника.